# Phare de Great Stirrup Cay
Le phare de Great Stirrup Cay est un phare actif situé sur Great Stirrup Cay, l'une des îles Berry aux Bahamas. Il est géré par le Bahamas Port Department 

## Histoire
Le phare a été construit en 1863 par l'Imperial Lighthouse Service (en) sur Great Stirrup Cay, au nord des îles Berry. Le site du phare a été occupé pendant de nombreuses années par des gardiens de phare, mais il est maintenant entièrement automatisé et fonctionne à l'énergie solaire.

## Description
Ce phare est une tour circulaire en pierre, avec une galerie et une lanterne de 17 m de haut. La tour est totalement blanche ainsi que la lanterne. Il émet, à une hauteur focale de 25 m, deux brefs éclats blancs de 0,2 seconde par période de 20 secondes. Sa portée est de 22 milles nautiques (environ 41 km) .
Identifiant : ARLHS : BAH-008 - Amirauté : J4624 - NGA : 110-11940 .

## Caractéristique dufeu maritime
Fréquence : 10 secondes (W-W)
- Lumière : 0,2 seconde
- Obscurité : 1,5 seconde
- Lumière : 0,2 seconde
- Obscurité : 18,1 secondes

### Lien connexe
- Liste des phares des Bahamas